# Irina Michailowna Kusnezowa

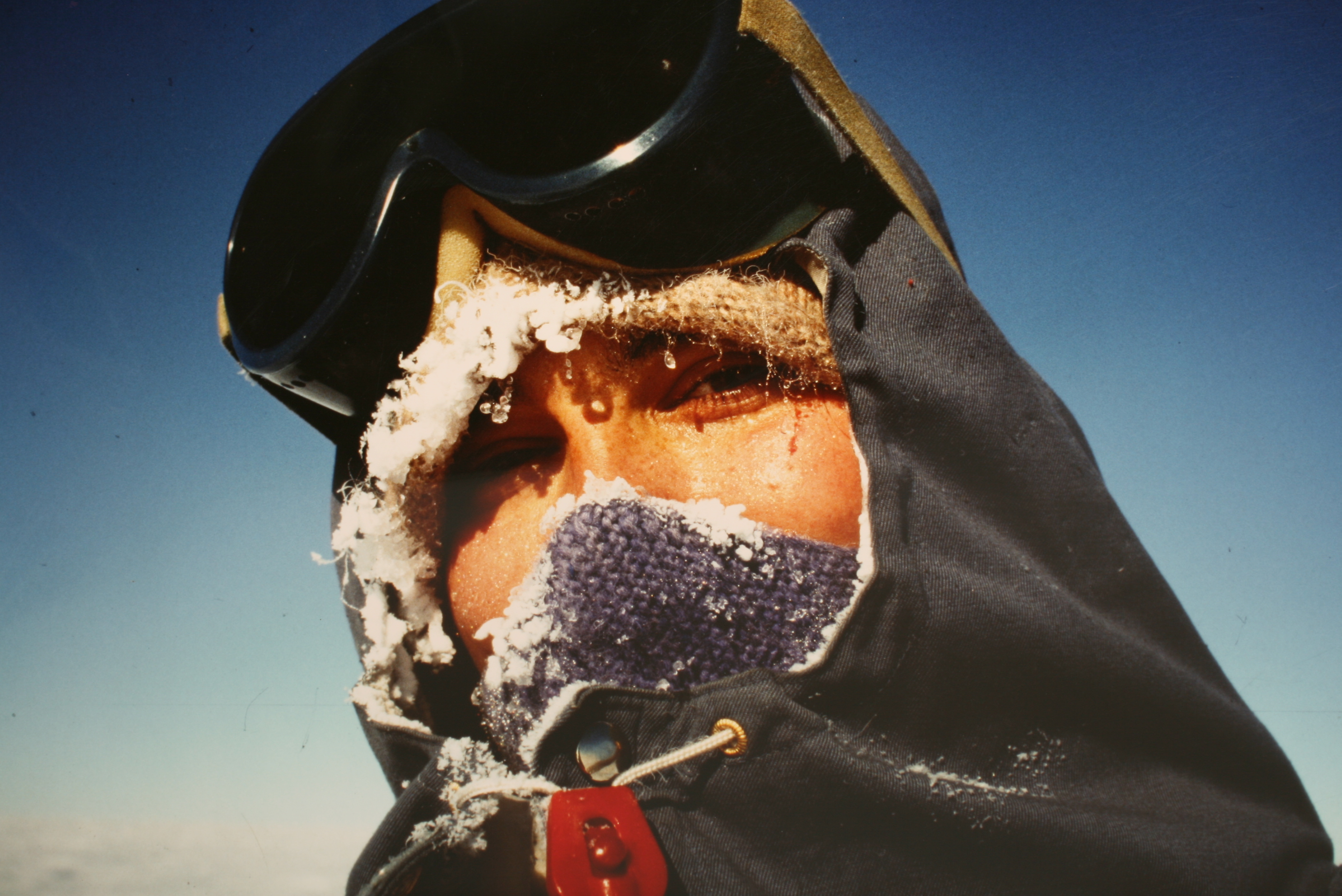
Irina Michailowna Kusnezowa (2007)

Irina Michailowna Kusnezowa (russisch Ирина Михайловна Кузнецова; * 9. Dezember 1961 in Moskau) ist eine sowjetisch-russische Polarforscherin und Fotografin.

## Leben
Kusnezowa, Tochter der Funktechnikerin und Polarforscherin Walentina Michailowna Kusnezowa, studierte an der Lomonossow-Universität Moskau mit Abschluss als Ingenieur-Ökonomin.
Nach dem Studium wurde Kusnezowa Präsidentin des von ihrer Mutter gegründeten Internationalen Polarexpeditions- und Sportzentrums Meteliza. Sie ist Skirennläuferin und nahm an vielen Meteliza-Expeditionen in die Arktis und die Antarktis teil. Nach dem Tode ihrer Mutter 2010 wurde sie Kapitänin der Skiläuferinnen-Gruppe Meteliza. Sie wurde als einzige Vertreterin Russlands für die Antarktis-Expedition 2012 ausgewählt.
Als freie Fotografin arbeitete Kusnezowa für TASS und Novosti über Frauen in Arktis- und Antarktis-Expeditionen. Ihre Veröffentlichungen erschienen in Russland, den USA, Japan und Norwegen.
1990 gründete Kusnezowa die Moskauer Fotojournalisten-Agentur MIR, die sie seitdem leitet und die die besten russischen Fotografen auf dem internationalen Markt vertritt. Sie war an der Gründung der Gilde der Berufsfotografen Russlands beteiligt und an der Organisation von Wettbewerben und Ausstellungen der Gilde, deren Vizepräsidentin für internationale Verbindungen sie ist. An der Fotoschule der Tageszeitung Iswestija lehrt sie Autorenrecht und Geschäft in der Fotografie.